# Beethoven (film)
Beethoven är en amerikansk komedi från 1992, i regi av Brian Levant med Charles Grodin och Bonnie Hunt i huvudrollerna. Filmen hade Sverigepremiär den 10 april 1992.

## Handling
Ett flertal djur blir stulna från en djuraffär i Valley Vista på uppdrag av den lömske doktor Varnick. Men en valp, en sanktbernhardshund, lyckas rymma och tas om hand av familjen Newton som döper den till Beethoven (efter Ludwig van Beethoven). Allt eftersom hunden växer upp och blir större ställer den till med en massa hyss till familjens, i synnerhet pappa Georges, förtret. Den lokala veterinären Varnick är dock fortfarande ute efter Beethoven för att använda honom i ett djurförsök.

## Om filmen
Filmen är inspelad i South Pasadena, Los Angeles och i Universal Studios i Kalifornien. Filmen har sen fått fem stycken uppföljare, dessa har dock inte haft några större framgångar.

## Rollista (urval)
- Charles Grodin - George Newton
- Bonnie Hunt - Alice Newton
- Dean Jones - Herman Varnick
- Nicholle Tom - Ryce Newton
- Christopher Castile - Ted Newton
- Sarah Rose Karr - Emily Newton
- Oliver Platt - Harvey
- Stanley Tucci - Vernon
- David Duchovny - Brad
- Patricia Heaton - Brie
- Robi Davidson - Mark
- Joseph Gordon-Levitt - student